# Kanton Wissembourg
Kanton Wissembourg (fr. Canton de Wissembourg) je francouzský kanton v departementu Bas-Rhin v regionu Grand Est. Tvoří ho 44 obcí. Před reformou kantonů 2014 ho tvořilo 13 obcí.

## Obce kantonu
od roku 2015:
| - Aschbach - Beinheim - Betschdorf - Buhl - Cleebourg - Climbach - Crœttwiller - Drachenbronn-Birlenbach - Eberbach-Seltz - Hatten - Hoffen - Hunspach - Ingolsheim - Keffenach - Kesseldorf - Lauterbourg - Memmelshoffen - Mothern - Munchhausen - Neewiller-près-Lauterbourg - Niederlauterbach - Niederrœdern | - Oberhoffen-lès-Wissembourg - Oberlauterbach - Oberrœdern - Retschwiller - Riedseltz - Rittershoffen - Rott - Salmbach - Schaffhouse-près-Seltz - Scheibenhard - Schleithal - Schœnenbourg - Seebach - Seltz - Siegen - Soultz-sous-Forêts - Steinseltz - Stundwiller - Surbourg - Trimbach - Wintzenbach - Wissembourg |

před rokem 2015:
- Cleebourg
- Climbach
- Lembach
- Niedersteinbach
- Oberhoffen-lès-Wissembourg
- Obersteinbach
- Riedseltz
- Rott
- Schleithal
- Seebach
- Steinseltz
- Wingen
- Wissembourg